# Drapelul statului Maryland

Steagul statului Maryland, Statele Unite

Steagul statului Maryland este bazat pe un steag heraldic al baronului englez George Calvert. Este unicul steag al unui stat dintre toate steagurile Statelor Unite bazat pe heraldica britanică. Exemplul steagului districtului federal american, Washington, D.C., care este o reprezentare a stemei familiei Washington, nu poate funcționa ca un contraexemplu întrucât Washington, D.C. nu este un stat.

## Design
Designul celor două dreptunghiuri în negru și auriu de pe steag reprezintă motivul principal al stemei familiei Calvert. Dreptul de a avea propriul steag i-a fost conferit familiei ca o recompensă pentru acțiunea sa de a apăra eroic o fortificație în decursul unei bătălii. Se poate remarca că dreptunghiurile verticale sugerează elementele de construcție ale unei palisade). Celelalte două dreptunghiuri, în roșu închis și alb reprezintă designul familiei Crossland, familia mamei lui Calvert, care prezintă ca element principal crucea trilobată (în original, bottony). Întrucât mama lui George Calvert era de asemenea dintr-o familie nobiliară, fiul său avea dreptul să folosească motivele ambelor steme în propriul său steag.

## Istoric

"Crossland Banner"
Steagul neoficial al statului ne-secesionist Maryland utilizat de secesioniști din acest stat în timpul războiului civil american